# میلاد کی‌مرام
میلاد کی‌مرام (زادهٔ ۴ اردیبهشت ۱۳۶۴) بازیگر ایرانی است. وی دارای مدرک دیپلم الکترونیک از هنرستان بوده و از شاگردان مسعود کیمیایی است. او عضو باشگاه والیبال هنرمندان نیز است.

## زندگی
میلاد کی‌مرام در ۴ اردیبهشت ۱۳۶۴ در بندر انزلی به دنیا آمد.

## فیلم‌شناسی
| سال  | عنوان                | کارگردان           | نقش                |
| ---- | -------------------- | ------------------ | ------------------ |
| ۱۴۰۲ | آسمان غرب            | محمد عسگری         | علی‌اکبر شیرودی     |
| ۱۳۹۸ | تا ابد               | امید امین‌نگارشی    | نزول دهنده         |
| ۱۳۹۷ | فصل ماهی سفید        | قربان نجفی         |                    |
| ۱۳۹۷ | فیلم سینمایی سورنجان | محمدرضا رسولی      | کیهان              |
| ۱۳۹۶ | روسی                 | امیرحسین ثقفی      | یوسف               |
| ۱۳۹۶ | امیر                 | نیما اقلیما        | امیر               |
| ۱۳۹۵ | حریم شخصی            | احمد معظمی         | فرهاد              |
| ۱۳۹۵ | ملی و راه‌های نرفته‌اش | تهمینه میلانی      | سیامک رودانی (سیا) |
| ۱۳۹۴ | آبنبات چوبی          | محمدحسین فرحبخش    | مهرداد             |
| ۱۳۹۴ | امکان مینا           | کمال تبریزی        | مهران              |
| ۱۳۹۴ | غیرمجاز              | حسن یکتاپناه       | شایان              |
| ۱۳۹۳ | ۳۶۰ درجه             | سام قریبیان        | جاوید              |
| ۱۳۹۳ | مستانه               | محمدحسین فرح‌بخش    | خسرو جامی          |
| ۱۳۹۳ | هاری                 | امیراحمد انصاری    | شاهرخ              |
| ۱۳۹۳ | صفر                  | مسعود یزدانی‌فر     |                    |
| ۱۳۹۲ | برف                  | مهدی رحمانی        | حامد               |
| ۱۳۹۲ | خط ویژه              | مصطفی کیایی        | شاهین ساکت         |
| ۱۳۹۲ | روزگاری عشق و خیانت  | داوود بیدل         | عباس               |
| ۱۳۹۰ | ملکه                 | محمدعلی باشه آهنگر | سیاوش              |
| ۱۳۸۹ | کوچه ملی (فیلم)      | مهرشاد کارخانی     |                    |

### تلویزیون
| سال  | نام                            | کارگردان                                         | نقش        |
| ---- | ------------------------------ | ------------------------------------------------ | ---------- |
| ۱۳۸۷ | شب هزارویکم (مجموعه تلویزیونی) | علی بهادر                                        | نامزد سارا |
| ۱۳۹۳ | شاید برای شما هم اتفاق بیفتد   | راما قویدل، احمد معظمی و …                       |            |
| ۱۳۹۰ | نابرده رنج                     | علیرضا بذرافشان                                  | جابر       |
| ۱۳۹۰ | بچه‌های نسبتاً بد                | سیروس مقدم                                       | سمیر       |
| ۱۳۹۵ | چرخ فلک (اپیزود کامران)        | عزیزالله حمیدنژاد، بهرام عظیم‌پور و احسان عبدی‌پور | کامران     |

### نمایش خانگی
| سال  | نام    | کارگردان      | نقش        |
| ---- | ------ | ------------- | ---------- |
| ۱۳۹۷ | ممنوعه | امیر پورکیان  | سامی تجنگی |
| ۱۴۰۰ | سیاوش  | سروش محمدزاده | سیاوش ساقی |
| ۱۴۰۱ | سووشون | نرگس آبیار    | یوسف       |

تله فیلم
| سال  | نام       | کارگردان       |
| ---- | --------- | -------------- |
| ۱۳۸۷ | حوّل حالنا | ابراهیم شیبانی |
| ۱۳۹۲ | ژنرال     | علی شاه حاتمی  |
| ۱۳۹۱ | سیب ترش   | مهدی صباغ زاده |
| ۱۳۸۹ | شاه کلید  | حسین تبریزی    |

تئاتر
| سال  | نام                   | نقش    | کارگردان      |
| ---- | --------------------- | ------ | ------------- |
|      | نمایش غیر             |        |               |
| ۱۳۹۸ | موزیکال «عروس مردگان» | ویکتور | امیدرضا سپهری |

## جوایز و نامزدی‌ها
| سال  | جایزه                         | رده                                     | اثر     | نتیجه |
| ---- | ----------------------------- | --------------------------------------- | ------- | ----- |
| ۱۳۹۱ | دوازدهمین جشنواره فیلم مقاومت | بهترین بازیگر مرد                       | ملکه    | برنده |
| ۱۳۹۲ | سی و دومین جشنواره فیلم فجر   | دیپلم افتخار بهترین بازیگر نقش مکمل مرد | خط ویژه | برنده |
| ۱۳۹۳ | شانزدهمین جشن خانه سینما      | بهترین بازیگر مرد                       | ملکه    | برنده |
| ۱۳۹۸ | نوزدهمین جشن حافظ             | بهترین بازیگر مرد درام تلویزیونی        | ممنوعه  | برنده |

- دیپلم افتخار بهترین بازیگر نقش مکمل مرد از سی و دومین جشنواره فیلم فجر برای بازی در فیلم «خط ویژه» به بیمارستان محک تقدیم شد.